# Karmozijndwerghoningeter
De karmozijndwerghoningeter (Myzomela chermesina) is een zangvogel uit de familie Meliphagidae (honingeters).

## Verspreiding en leefgebied
Deze soort is endemisch op het eiland Rotuma, een geïsoleerd eiland in het uiterste noorden van Fiji.

## Status
De grootte van de populatie is in 2019 geschat op 10.000-20.000 volwassen vogels. Het verspreidingsgebied is erg klein en daarom is op de Rode lijst van de IUCN de status van deze soort kwetsbaar.